# Primošten
Primošten – miasto w Chorwacji, w żupanii szybenicko-knińskiej, siedziba gminy Primošten. W 2011 roku liczył 1631 mieszkańców.

## Historia
Dawniej Primošten znajdował się na wysepce blisko lądu. Podczas tureckiej inwazji w 1542 roku, miasto chronione było przez mury oraz wieże – z lądem połączone było poprzez most wciągany do góry. Kiedy Turcy się wycofali, most został zastąpiony przez rampy i w 1564 roku, osadę nazwano „Primošten”. Obecnie część zabudowy miasta znajduje się również na stałym lądzie.
Na wzgórzu, w najwyższym punkcie miasta, znajduje się kościół zbudowany w 1485 roku i odnowiony w 1760 roku. Obok kościoła znajduje się cmentarz, z którego rozciąga się widok na morze i okolicę.

## Dziedzictwo
Rejon Primoštenu słynie z winnic. Ich fotografie zawisły w centrum ONZ w Nowym Jorku. Największa plaża miasteczka nazywa się Raduca. Jej mniejsza część, Mala Raduca jest uznawana za jedną z 10 najpiękniejszych plaż w Chorwacji. Każdego lata organizowany jest tradycyjny wyścig osłów.

## Galeria zdjęć

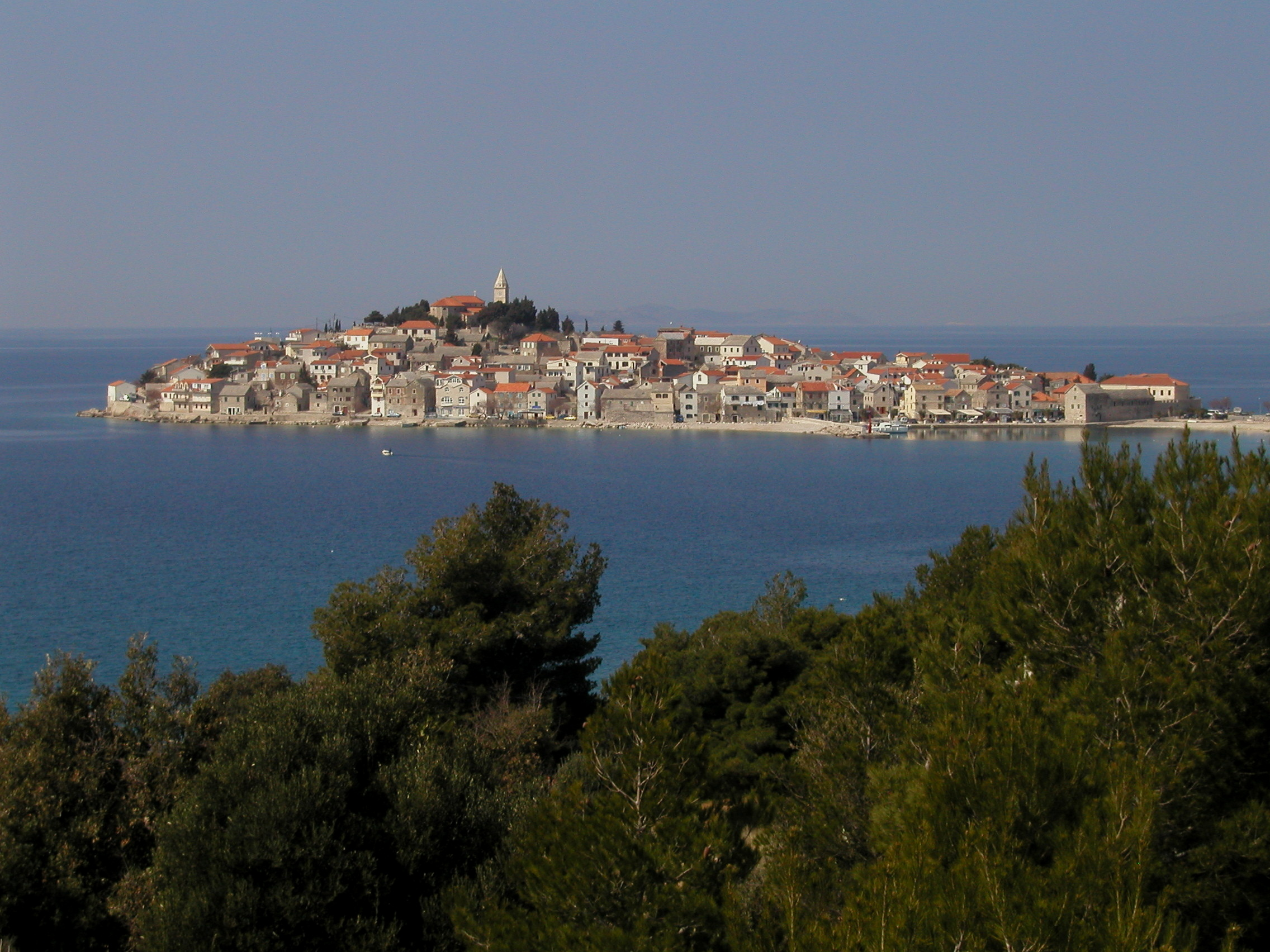
Primošten
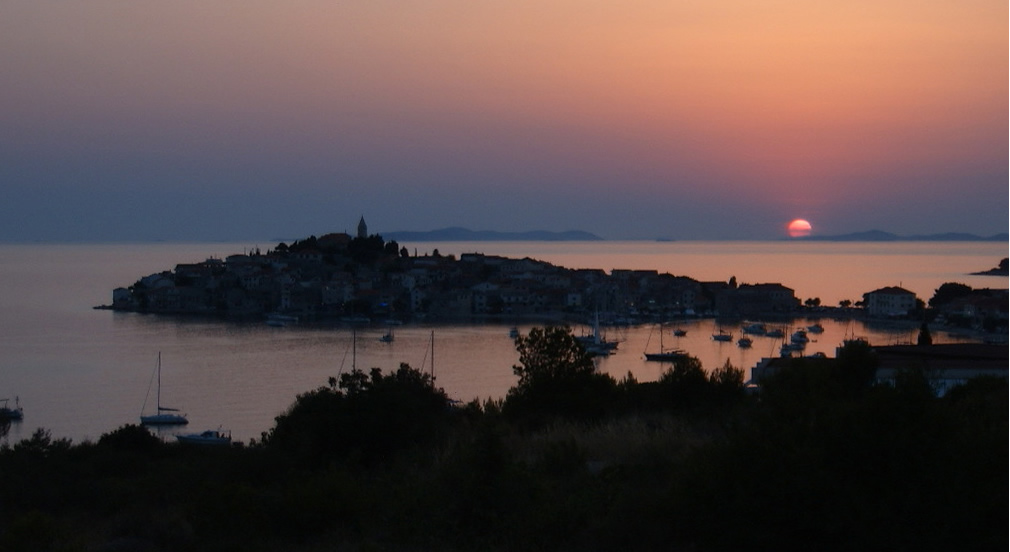
Zachód słońca w Primoštenie
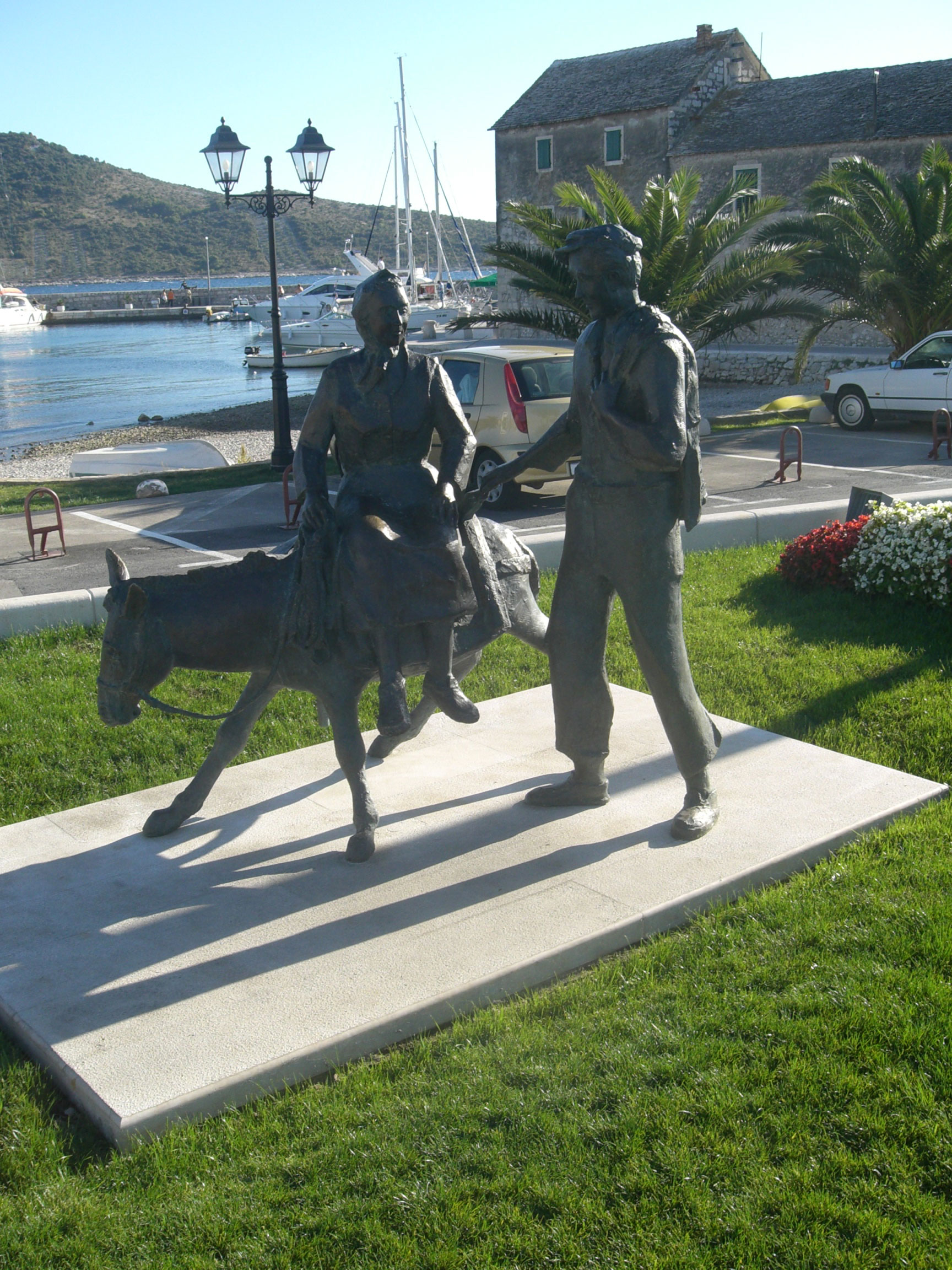
Rzeźba osła przy wejściu na wyspę
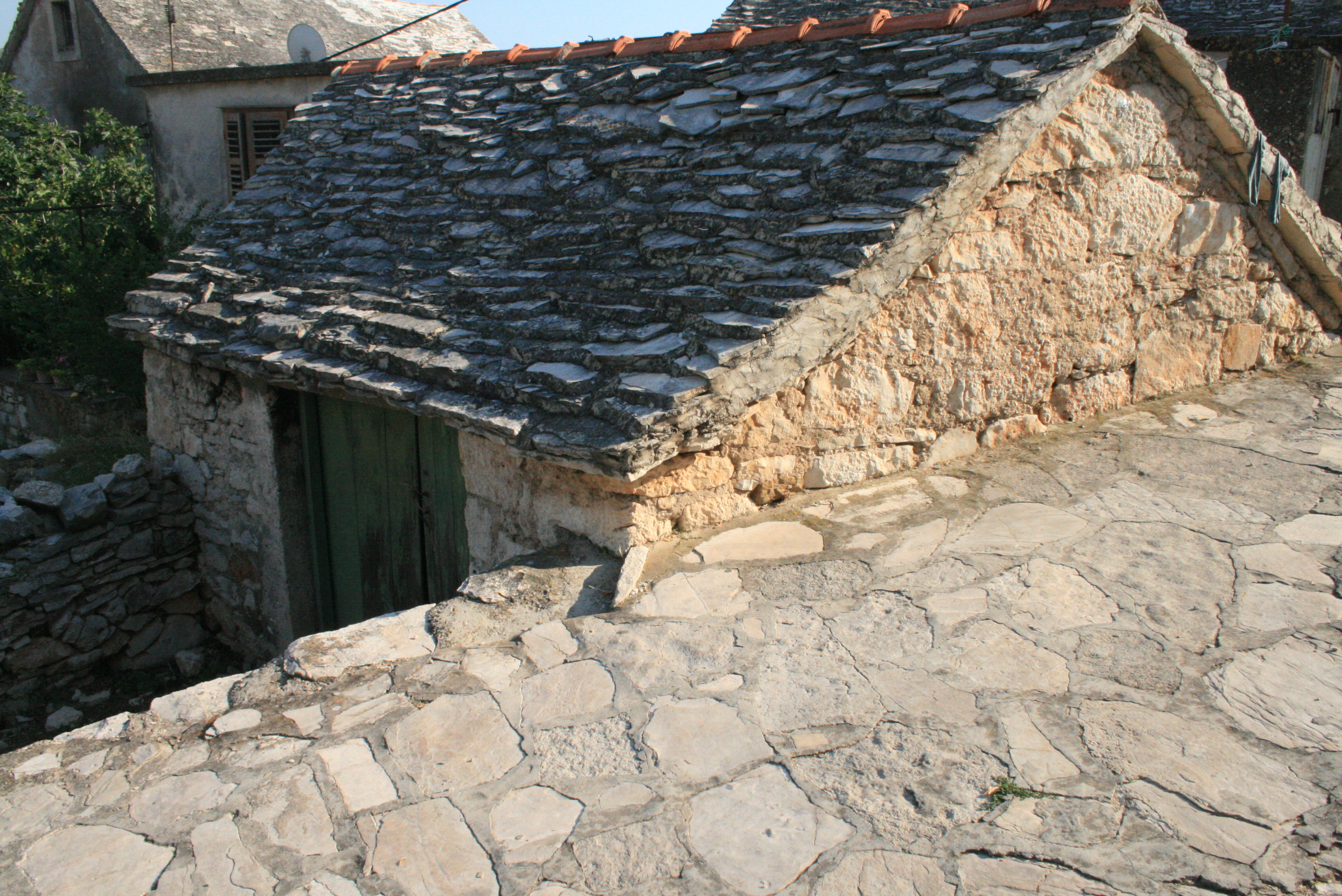
Dach kryty kamieniem
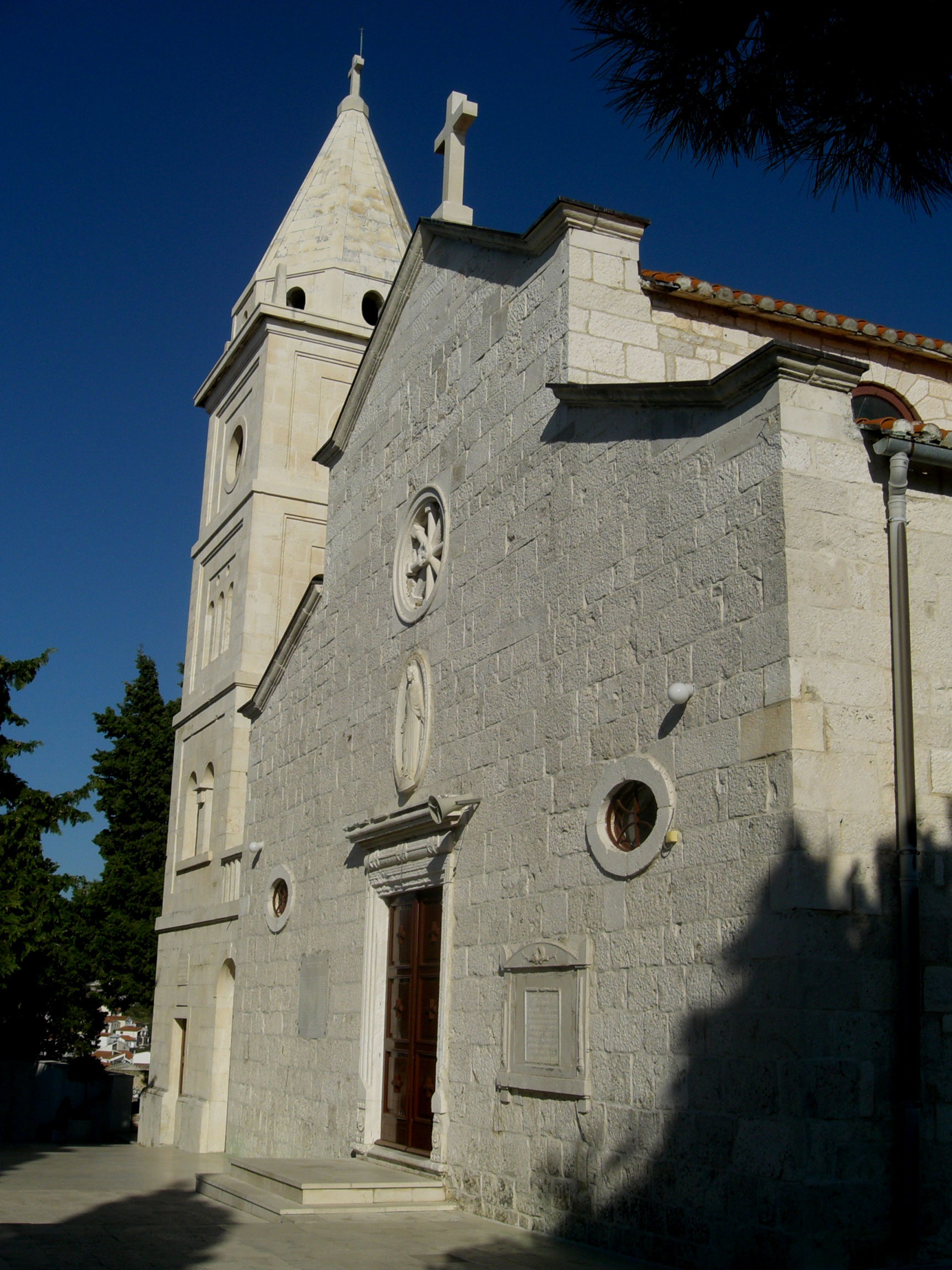
Kościół św Jerzego
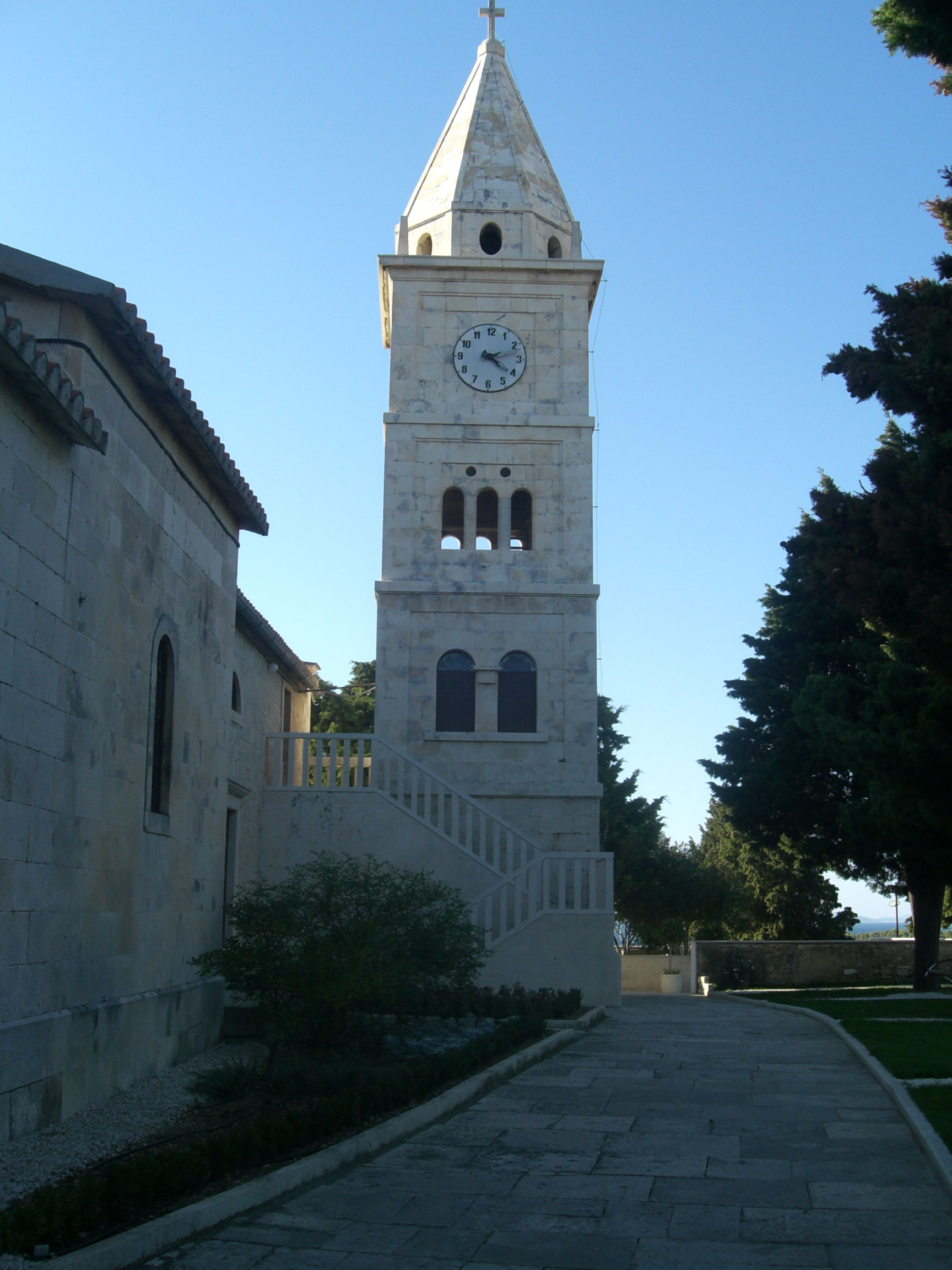
Wieża kościoła
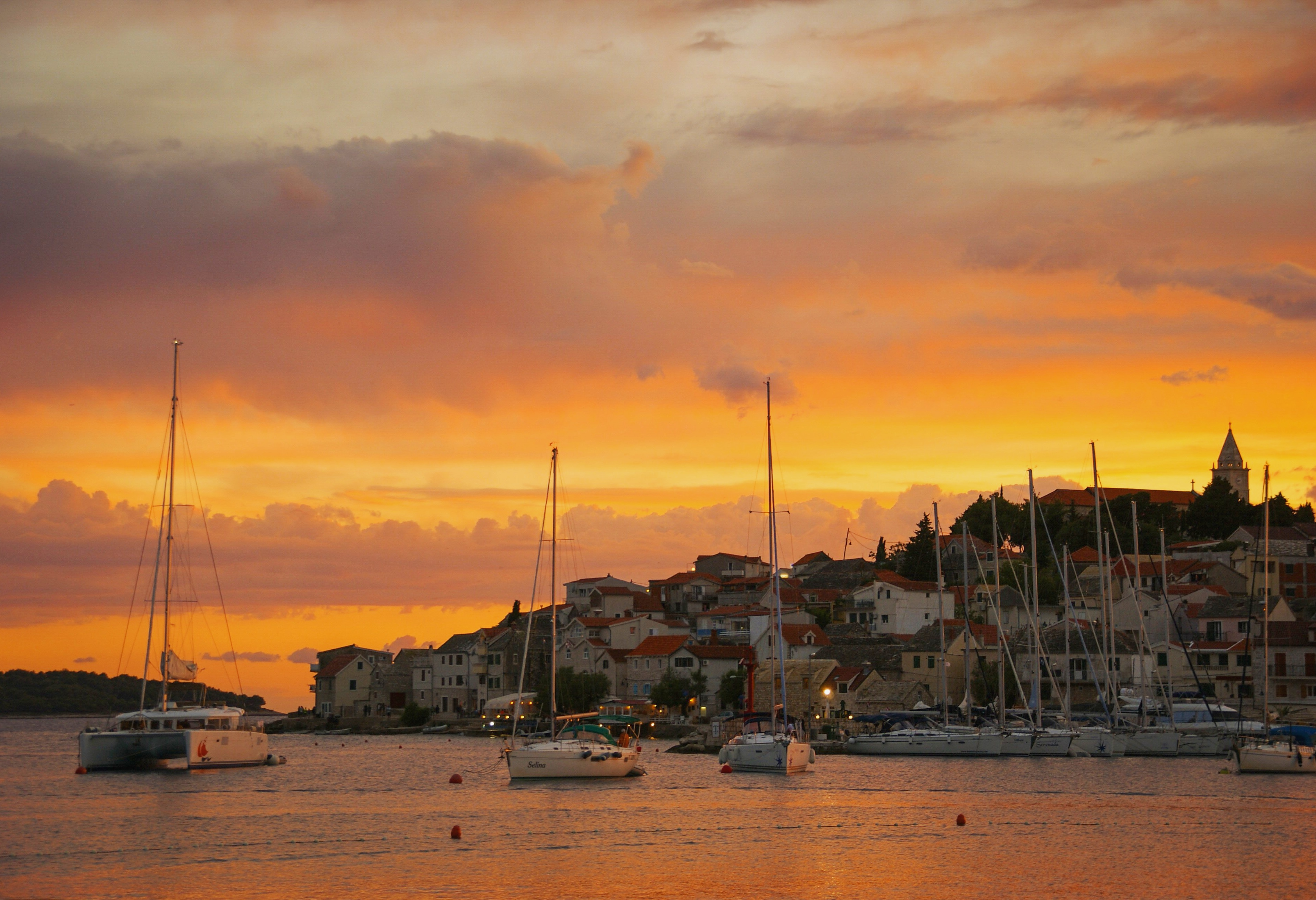
Zachód słońca w Primoštenie